# Glyphodes sibillalis
Glyphodes sibillalis is een vlinder uit de familie van de grasmotten (Crambidae), uit de onderfamilie van de Spilomelinae. De wetenschappelijke naam van deze soort is voor het eerst voorgesteld door Francis Walker in een publicatie uit 1859.

## Verspreiding
De soort komt voor in de Verenigde Staten, Cuba, Jamaica, de Dominicaanse Republiek, Puerto Rico, Guadeloupe, Belize, Honduras, Nicaragua, Costa Rica, Panama, Bolivia, Peru en Argentinië.

## Ondersoorten
- Glyphodes sibillalis sibillalis Walker, 1859
- Glyphodes sibillalis berlandi Munroe, 1956 (Guadeloupe)